# ガーナム
ガーナム（ベトナム語：Thị xã Ngã Năm / 市社我𠄼?）はソクチャン省にある町である。

## 概要
3つの坊 (phường)と5つの社を有する。
- 第1坊（Phường 1）
- 第2坊（Phường 2）
- 第3坊（Phường 3）
- ロンビン社（Long Bình / 隆平）
- ミービン社（Mỹ Bình / 美平）
- ミークオイ社（Mỹ Quới / 美貴）
- タンロン社（Tân Long / 新隆）
- ヴィンクオイ社（Vĩnh Quới / 永貴）